# Buddh International Circuit
A Buddh International Circuit versenypályát 2010-ben kezdték el építeni, mely a verseny előtt pár hónappal, 2011. június 30-ra készült el. Az Új Delhitől 50 kilométerre található pályát autópályán lehet megközelíteni. A versenypálya mellett található egy krikett-, és egy golfpálya is. A verseny helyszín utolsó FIA-s ellenőrzése 2011. június 30-án volt, amikor a versenyigazgató Charlie Whiting zöld utat adott a verseny megrendezésére.

## A pálya
A versenypálya 5,137 km hosszú, 16 kanyarral és egy 1,3 km hosszú egyenessel rendelkezik. Több emelkedő és lejtő is található rajta ezért a pilóták a hullámvasúthoz szokták hasonlítani. Mivel ritkán rendeznek rajta versenyeket az év során ezért általában poros, így nagy kihívást jelent rajta tökéletes kört futni. A környék éghajlata a félig száraz trópusi és nedves trópusi (monszun) közötti átmeneti klíma.
Érdekesség, hogy a 2011-es Indiai Nagydíj első szabadedzését meg kellett állítani, mert a pálya építése miatt ideköltözött munkások széthagyott étel hulladékai következtében megszaporodtak a környéken a kóbor kutyák, amelyek közül egy a szabadedzés ideje alatt beszaladt a pályára és így kisebb fennakadást okozott.

## Versenyek
| Év   | Pole pozíció     | Futamgyőztes     |
| ---- | ---------------- | ---------------- |
| 2011 | Sebastian Vettel | Sebastian Vettel |
| 2012 | Sebastian Vettel | Sebastian Vettel |
| 2013 | Sebastian Vettel | Sebastian Vettel |